# Ligusterblattlaus
Die Ligusterblattlaus (Myzus ligustri) ist eine Art der Blattläuse. Sie lebt ausschließlich (monophag) an Liguster (Ligustrum). Die Art lebt in Europa und Nordamerika.

## Merkmale
Die Tiere treten wie die meisten Blattläuse in zwei Formen (Morphen) auf, geflügelte (Alatae) und ungeflügelte (Aptere). Beide sind gelb bis gelblichgrün gefärbt, die geflügelten 1,5 bis 1,8 Millimeter lang, die ungeflügelten etwas kleiner, 1,2 bis 1,5 Millimeter. Die Alatae besitzen bräunliche Antennen, die etwas länger sind als der Körper. Der Hinterleib (Abdomen) trägt braune Flecken und einen braunen Querstreifen. Die ungeflügelten sind einfarbig hell und tragen hell gefärbte Antennen, die kürzer sind als der Körper. Die Siphonen oder Siphunculi (röhrenförmige Organe am Hinterleib, aus denen Flüssigkeit abgeschieden werden kann) sind relativ lang und vasenförmig (unter der Mitte etwas angeschwollen). Beide haben einen kurzen Stechrüssel, der nicht die Mittelhüften erreicht. 

## Befallsbild
Die Ligusterblattlaus erzeugt Gallen an Ligusterblättern. Die Blätter rollen sich längs zur Unterseite hin ein und bilden so eine Röhre, in der die Blattläuse leben. Befallene Blätter sind gelblichgrün verfärbt. Es werden nur frisch ausgetriebene Blätter befallen. Später im Jahr werden befallene Blätter meist vorzeitig abgeworfen.

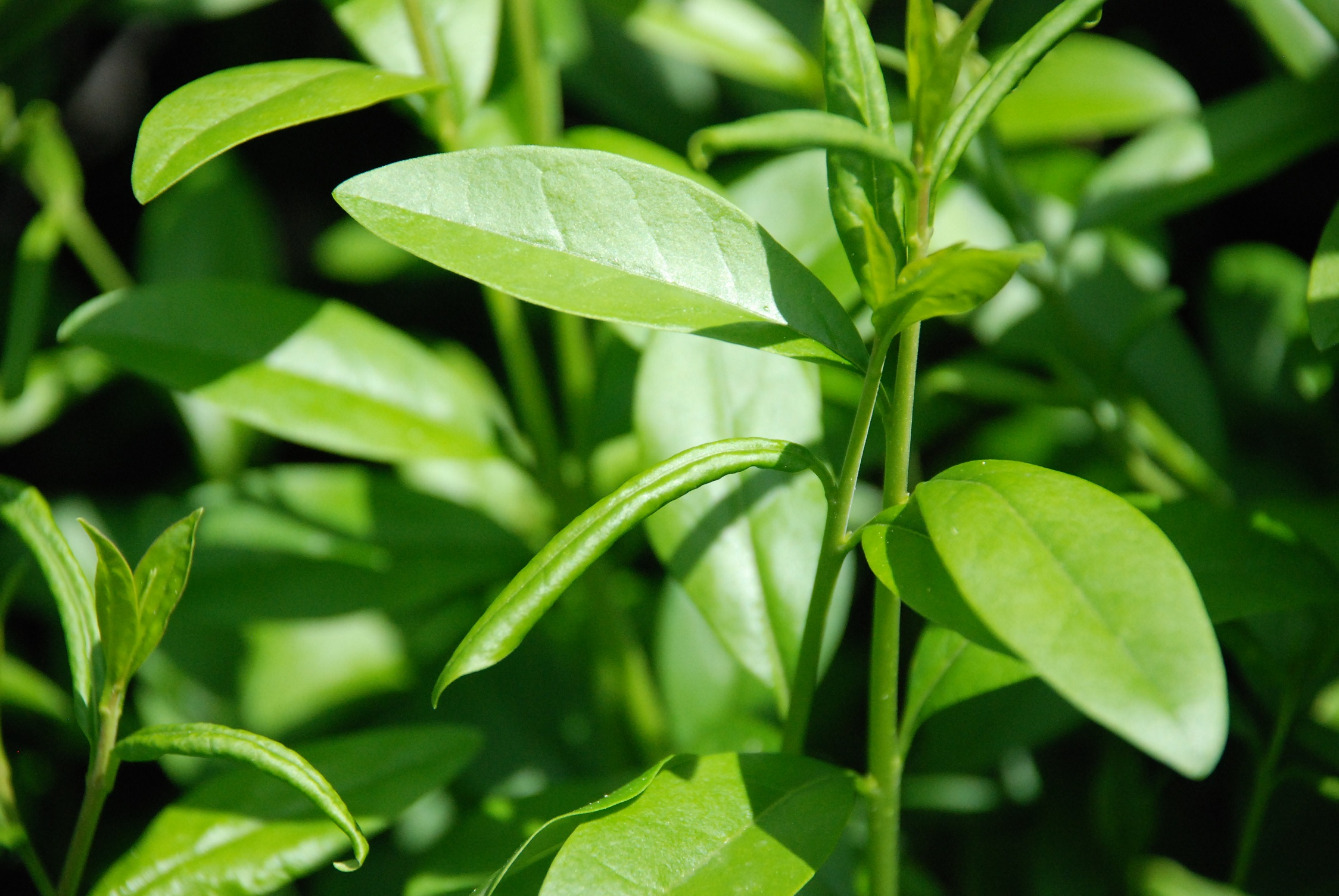
Befallsbild

## Wirtspflanzen
Neben dem Gewöhnlichen Liguster wird eventuell auch der in Europa häufig angepflanzte Ovalblättrige Liguster Ligustrum ovalifolium akzeptiert. In Nordamerika gibt es Hinweise auf einen Wirtswechsel im Sommer, der in Europa nicht angegeben wird. Besiedelt werden sehr häufig Zier- und Schnitthecken in Gärten und Siedlungen.

## Schädlingsentwicklung und Bekämpfung
Die Schädlinge überwintern als Eier an den Trieben und bilden durch Geburt lebender Larven mehrere Generationen im Jahr, die alle auf dem Liguster bleiben. Daher ist bei Befall ein starker Rückschnitt im Frühjahr zu empfehlen, der die Population meist stark dezimiert. Bei sehr starkem Befall können chemische Spritzmaßnahmen durchgeführt werden, wobei jedoch zu beachten ist, dass Blattläuse viele natürliche Feinde haben und diese durch nützlingsschädigende Produkte nicht ebenfalls in Mitleidenschaft gezogen werden sollten. Es können systemische Spritzmittel verwendet werden, die von der Pflanze aufgenommen werden und über den Pflanzensaft an die Schädlinge weitergegeben werden. Kontaktspritzmittel reichen meist nicht aus, da die Läuse versteckt an der Unterseite der bereits eingerollten Blätter sitzen.